# 克劳迪奥·哈拉
克劳迪奥·哈拉（西班牙語：Claudio Jara，1959年5月6日—），哥斯达黎加男子足球运动员，司职前锋。他曾代表哥斯达黎加国家队参加1990年国际足联世界杯，结果队伍止步十六强赛。